# Alas Mesikhat
Alas Mesikhat is een bestuurslaag in het regentschap Aceh Tenggara van de provincie Atjeh, Indonesië. Alas Mesikhat telt 194 inwoners (volkstelling 2010).